# Katabtenga
Katabtenga est un village du département et la commune rurale de Pabré, situé dans la province du Kadiogo et la région du Centre) au Burkina Faso.

## Géographie

### Démographie
- En 2006, le village comptait 919 habitants, dont 52,5 % de femmes[1].

## Transports
Le village est traversé par la route nationale 22 reliant la capitale nationale Ouagadougou à Diguel et la frontière au nord du pays avec le Mali.
Il est également au croisement de la route régionale 34 ceinturant le nord de la région (via une courte section commune à la route nationale 22 entre Katabtenga et le village limitrophe de Pabré à l'ouest de Katabtenga)) et qui relie Nong-Warbin (à l'est, sur la route nationale 3 reliant Ouagadougou via Dori à Tambao puis la frontière au nord-est du pays avec le Mali) à Laye (à l'ouest dans la région voisine du Plateau-Central, sur la route nationale 2 reliant Ouagadougou via Dori à Yensé puis la frontière au nord-ouest du pays avec le Mali vers Koro puis Sévaré à l'est de Mopti).
La route nationale 3 est en cours de doublement par la construction du prolongement de la voie rapide de contournement au nord de l'agglomération de la capitale (dans le département de Pabré jusqu'à Sabtenga sur la route nationale 2), qui bordera le sud du village de Katabtenga et le nord du village limitrophe de Kamboincé (ou Kamboinsin).